# Ctenophthalmus pisticus
Ctenophthalmus pisticus är en loppart som beskrevs av Jordan et Rothschild 1921. Ctenophthalmus pisticus ingår i släktet Ctenophthalmus och familjen mullvadsloppor.

## Underarter
Arten delas in i följande underarter:
- C. p. pisticus
- C. p. pacificus